# Gallio (Italien)
Gallio (zimbrisch Ghel) ist eine italienische Gemeinde (comune) mit 2344 Einwohnern (Stand 31. Dezember 2024) in der Provinz Vicenza, Region Venetien.

## Geographie
Die Gemeinde liegt etwa 40 Kilometer nördlich von Vicenza auf 1093 m s.l.m. auf der Hochebene der Sieben Gemeinden. Sie befindet sich am nordwestlichen Rand des Beckens in dessen Mitte Asiago liegt und ist etwa fünf Kilometer von Asiago entfernt. Nördlich von Gallio führen die beiden Täler, Val di Nos im Nordwesten und Valle di Campomulo nordöstlich von Gallio, leicht ansteigend bis zu dem über der Valsugana liegenden Nordrand der Hochebene. Gallio besitzt mit Stoccareddo eine einzige Fraktion.

## Geschichte
Gallio (lateinisch Gallidum, deutsch Gelle) ist eine Sprachinsel der Zimbern, die im Laufe des 11. und 12. Jahrhunderts sich, aus Bayern und Tirol kommend, hier ansiedelten. Im Mittelalter herrschten die Ezzelini über die Gemeinde. Während des Ersten Weltkrieges wurde Gallio während der österreichisch-ungarischen Südtiroloffensive Ende Mai 1916 von der k.u.k. Armee erobert, musste aber nach der Rücknahme der österreichisch-ungarischen Frontlinie wenige Wochen später wieder aufgegeben werden. Nach der Besetzung durch das k.u.k. Infanterieregiment Nr. 17 im Zuge der Ersten Piaveschlacht im November 1917 verblieb der Ort bis fast zum Kriegsende im November 1918 in österreichisch-ungarischen Händen. Im Januar 1918 fand die südöstlich von Gallio die Schlacht zwischen den drei Bergen (Col del Rosso, Col d'Ecchele und Monte Valbella) statt. Nach dem Krieg musste der schwer zerstörte Ort neu errichtet werden.

## Persönlichkeiten
- Severino Rigoni (1914–1992), Radrennfahrer
- Giancarlo Gloder (* 1945), Eisschnellläufer
- Lucio Topatigh (* 1965), Eishockeyspieler
- Giulia Gianesini (* 1984), Skirennläuferin, in Gallio aufgewachsen

## Sport
Auf der am nördlichen Ortsrand gelegenen Schanze Trampolino del Pakstall fanden mehrere Skisprungwettbewerbe statt. Nordöstlich von Gallio liegt das Skigebiet der Melette.

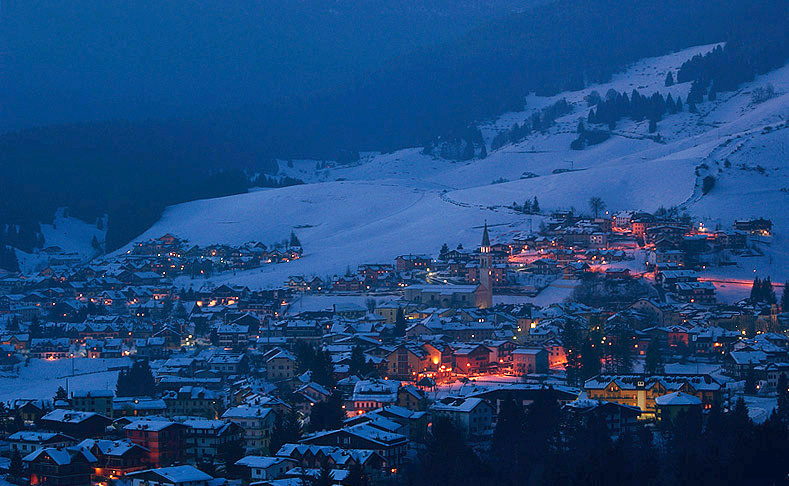
Gallio
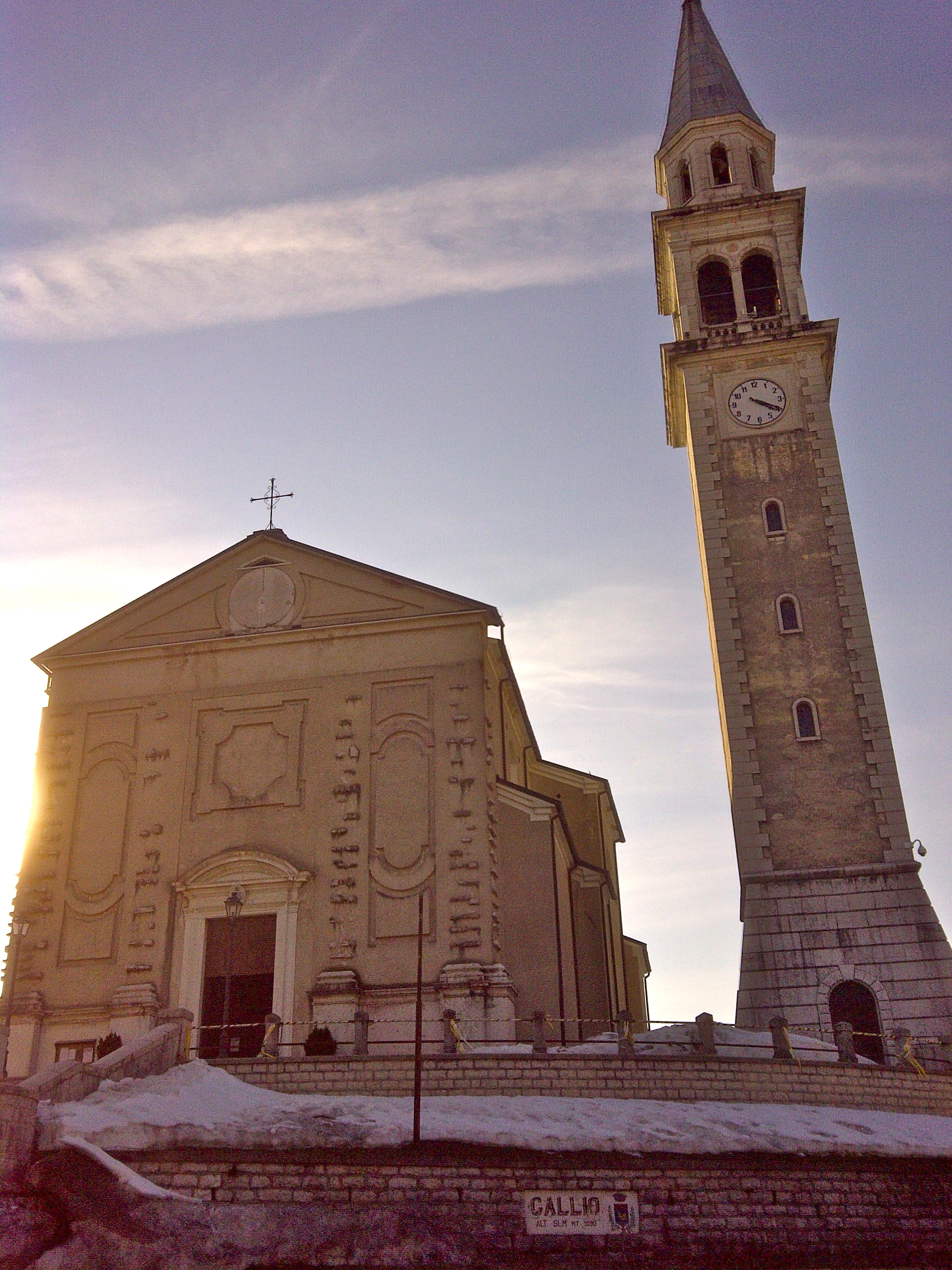
Pfarrkirche San Bartolomeo
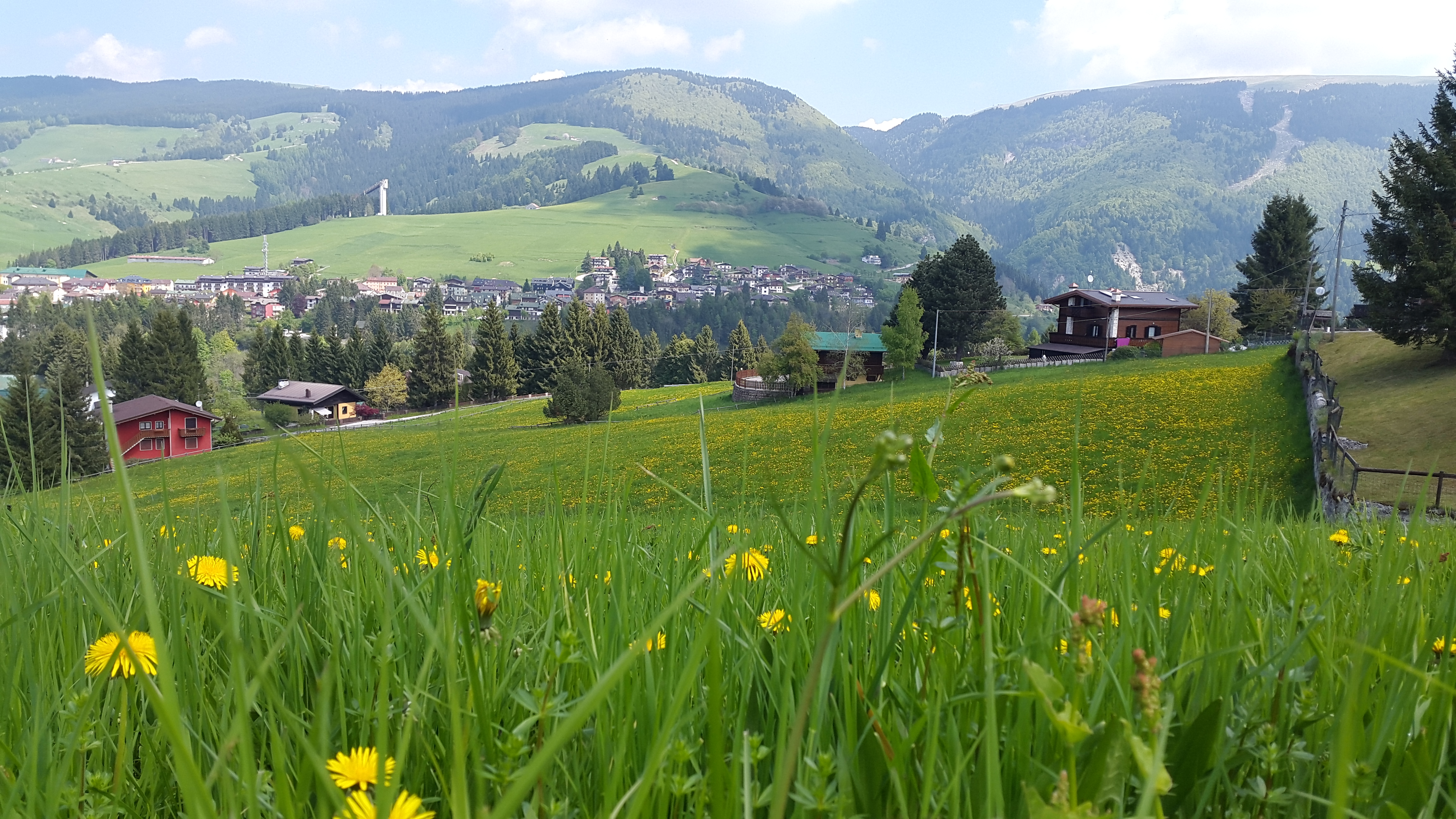
Gallio vom Monte Sisemol mit dem Taleinschnitt des Valle di Campomulo